# Plenty of Money and You
Plenty of Money and You is een Amerikaanse korte animatiefilm van 7 minuten uit 1937. 

## Verhaal
Wanneer de kuikens van een kip uitkomen, blijkt een van hen eigenlijk een struisvogel te zijn. De struisvogel valt van het ene probleem in het andere: eerst komt hij vast te zitten na het eten van een goudvis, daarna valt hij van de trappen recht in een kelder, hierna loopt hij achter een worm en een gazonsproeier en uiteindelijk wordt hij gepakt door een wezel. De wezel zingt zijn eigen versie van de titelsong gecombineerd met lyrische gedichten over hoe de struisvogel er zal uitzien wanneer hij gekookt is. Wanneer de struisvogel in de oven wordt gestopt gaat er een doos met vuurwerk af. De wezel krijgt genoeg van de struisvogel waarop de struisvogel een vuurwerk-show geeft.

## Rolverdeling
| Acteur     | Personage                     |
| ---------- | ----------------------------- |
| Mel Blanc  | struisvogel (stem, onvermeld) |
| Dave Weber | wezel (stem, onvermeld)       |